# Chiusa
Chiusa (en allemand : Klausen, en ladin : Tluses) est une commune italienne d'environ 5 200 habitants située dans la province autonome de Bolzano, dans la région du Trentin-Haut-Adige, dans le Nord-Est de l'Italie.
La ville de Chiusa est membre de l'association I Borghi più belli d'Italia.

## Répartition des langues
Selon le recensement de 2011, la plupart des habitants (91 %) parlent l'allemand comme langue maternelle, 8 % parlent l'italien nativement et 1 % le ladin.

## Géographie

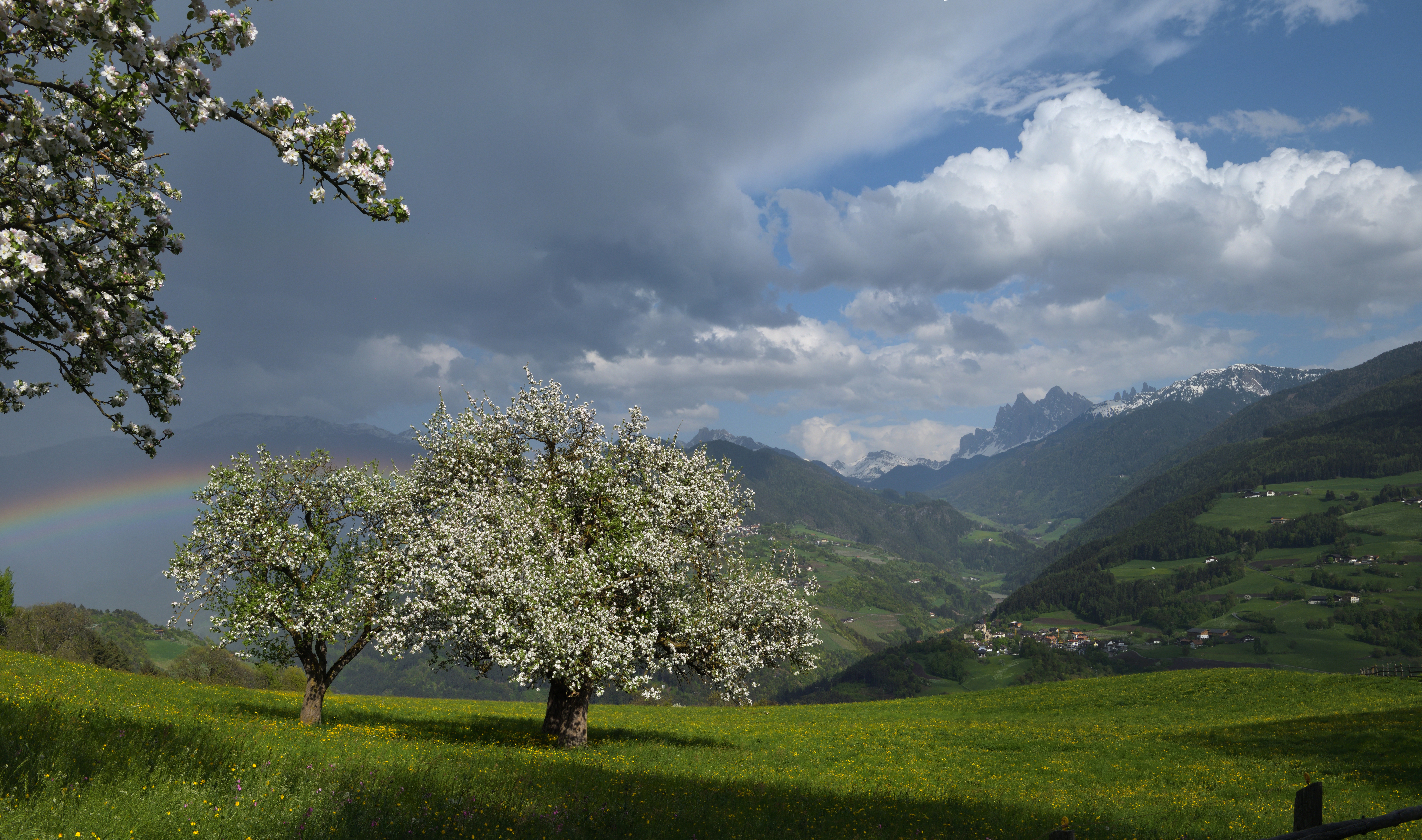
Paysage à Chiusa : un arc-en-ciel et des pommiers en fleurs. Avril 2018.

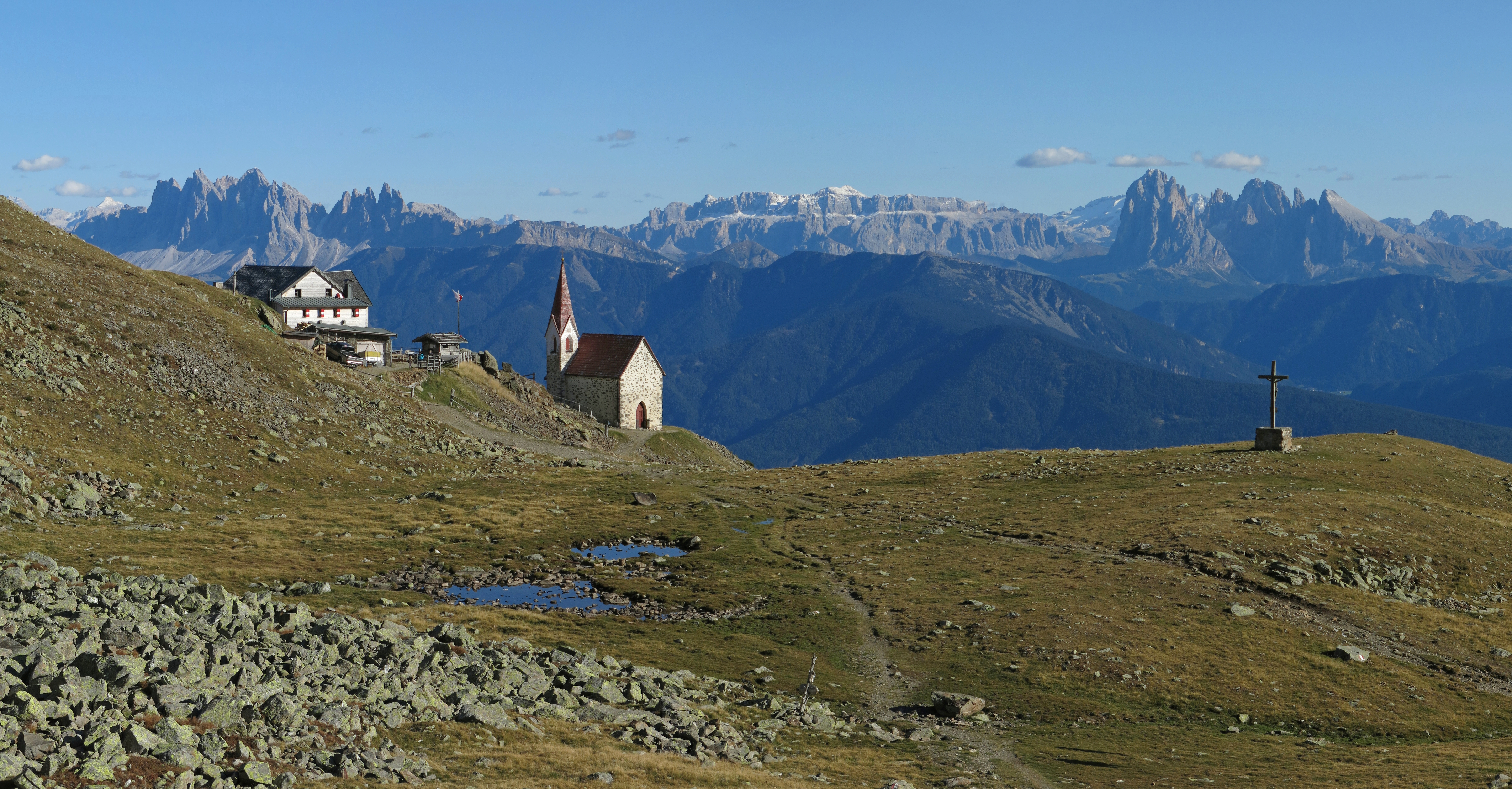
Lieu du pèlerinage de la Santa Croce di Lazfons au-dessus de Chiusa. Au loin, le groupe des Odle avec la Furchetta et le Sass Rigais, puis le groupe du Sella avec le Piz Boè, enfin le Sassolungo et le Sassopiatto. Octobre 2019.

La commune s'étend dans la vallée de l'Isarco, à environ 10 km au sud de Bressanone. La vieille ville de Chiusa se situe sur la rive droite de l'Isarco, à une altitude de 523 m. Le territoire communal s'étend dans les Alpes sarentines au nord-ouest, jusqu'au sommet de la Cima San Cassiano (2 581 m), et dans le groupe des Odle, une partie des Dolomites, au sud-est.
Chiusa borde la route nationale 12 de Trente au col du Brenner. Au long de la rive gauche de l'Isarco passent la ligne de chemin de fer du Brenner et l'autoroute A22.

## Histoire
La colline rocheuse de Säben au-dessus de Chiusa était déjà habitée au IVe millénaire av. J.-C.. Dans l' Antiquité tardive et le haut Moyen Âge, les plateaux d'altitude furent le siège épiscopal du diocèse de Säben qui, selon la légende, a été fondé par saint Cassien d'Imola au IVe siècle. L'abbaye de la Sainte-Croix de Säben (monastero di Sabiona) y a été fondée à la fin du XVIIe siècle par des religieuses bénédictines de l'abbaye de Nonnberg à Salzbourg.
On trouve la première mention du lieu de Clausa sub Sabiona sita dans un acte du 7 juin 1027, fait par l'empereur Conrad II le Salique conférant les domaines aux princes-évêques de Brixen. Les évêques ont fait construire un hôpital vers l'an 1205 ; au milieu du XIIIe siècle, leurs ministériels édifièrent le château de Branzoll (la torre del Capitano) au-dessus de la ville. Klausen obtint le droit de tenir marché et a reçu les privilèges urbains en 1308.
Depuis le XVe siècle, des activités minières se sont développées dans la vallée de l'Isarco, notamment par l'exploitation de mines de cuivre, plomb et argent près de Villanders. En 1699, la reine consort Marie-Anne d'Espagne a fondé un couvent des Frères mineurs capucins à Klausen, la patrie de son confesseur Gabriel Pontifeser.

## Administration
| Période                                  | Période | Identité | Étiquette | Qualité |
| ---------------------------------------- | ------- | -------- | --------- | ------- |
|                                          |         |          |           |         |
| Les données manquantes sont à compléter. |         |          |           |         |

### Hameaux
Gudon, Lazfons, Verdignes

### Communes limitrophes
Les communes limitrophes sont  Funes, Laion, Sarentino, Varna, Velturno et Villandro.

## Jumelage
- Planegg (Allemagne) depuis 2006